# Freixe de fulla petita
El freixe de fulla petita, freixe de fulla estreta o estanca-sang (Mallorca) (Fraxinus angustifolia) és una espècie del gènere Fraxinus, arbre caducifoli de boscos de ribera que s'estén principalment pel sud del continent. També es coneix com a freixe de riu, freixe femella, freixe mascle (oposat a freixe femella, Fraxinus ornus).

## Ecologia i distribució
Es distribueix per bona part d'Europa. A Catalunya es troba a gran part del territori des dels 0 als 1.000 metres. Viu a la terra baixa poc àrida, o en rius importants, i a la muntanya submediterrània. Floreix de març a maig.

## Descripció morfològica
És un arbre que arriba al màxim de 25 m d'alçada, amb les branquetes aplanades als nusos. Les fulles són oposades o poden formar verticils de tres, compostes, imparipinnades i no tenen estípules. Presenten de 5 a 9 folíols. La inflorescència és un raïm o panícula axil·lar o terminal. Les flors són unisexuals o hermafrodites i brunenques. No tenen ni calze ni corol·la, ja que són pol·linitzades pel vent. L'androceu està format per només dos estams. El fruit és una sàmara glabra que duu una sola llavor a la part basal.

## Usos
S'ha usat en la medicina popular, emprant-se l'escorça i les fulles, ja que tenen propietats diürètiques, laxants i antiartrítiques. La infusió de l'arrel és indicada com febrífug i la de les fulles contra l'escorbut, la gota i el reumatisme. Es cultiva com ornamental i per usar la seva fusta en ebenisteria.

## Galeria

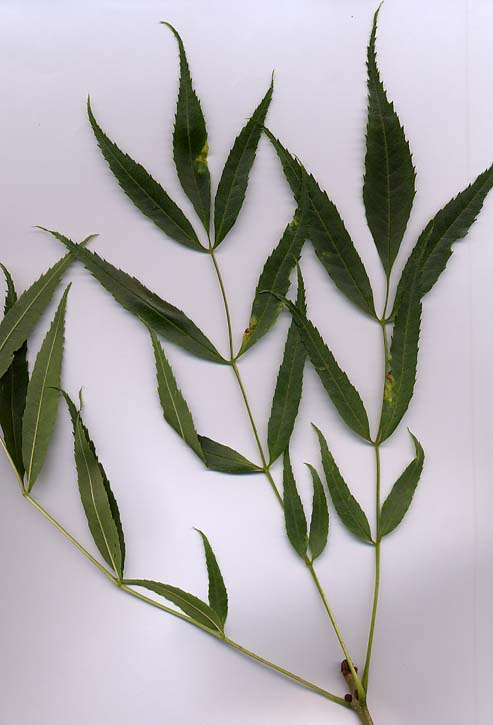
Tija i fulles de Fraxinus angustifolia subsp. oxycarpa
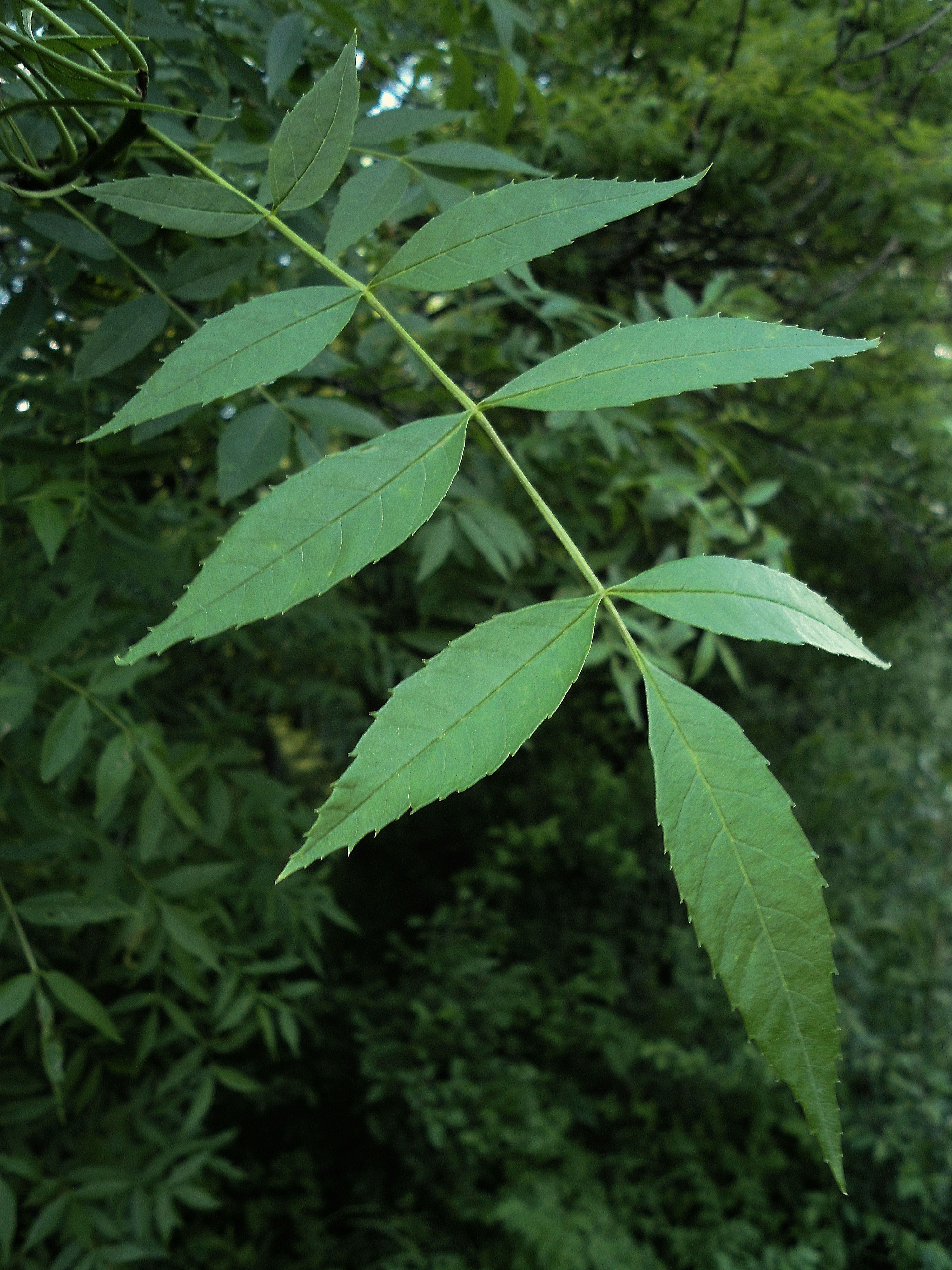
Detall de les fulles
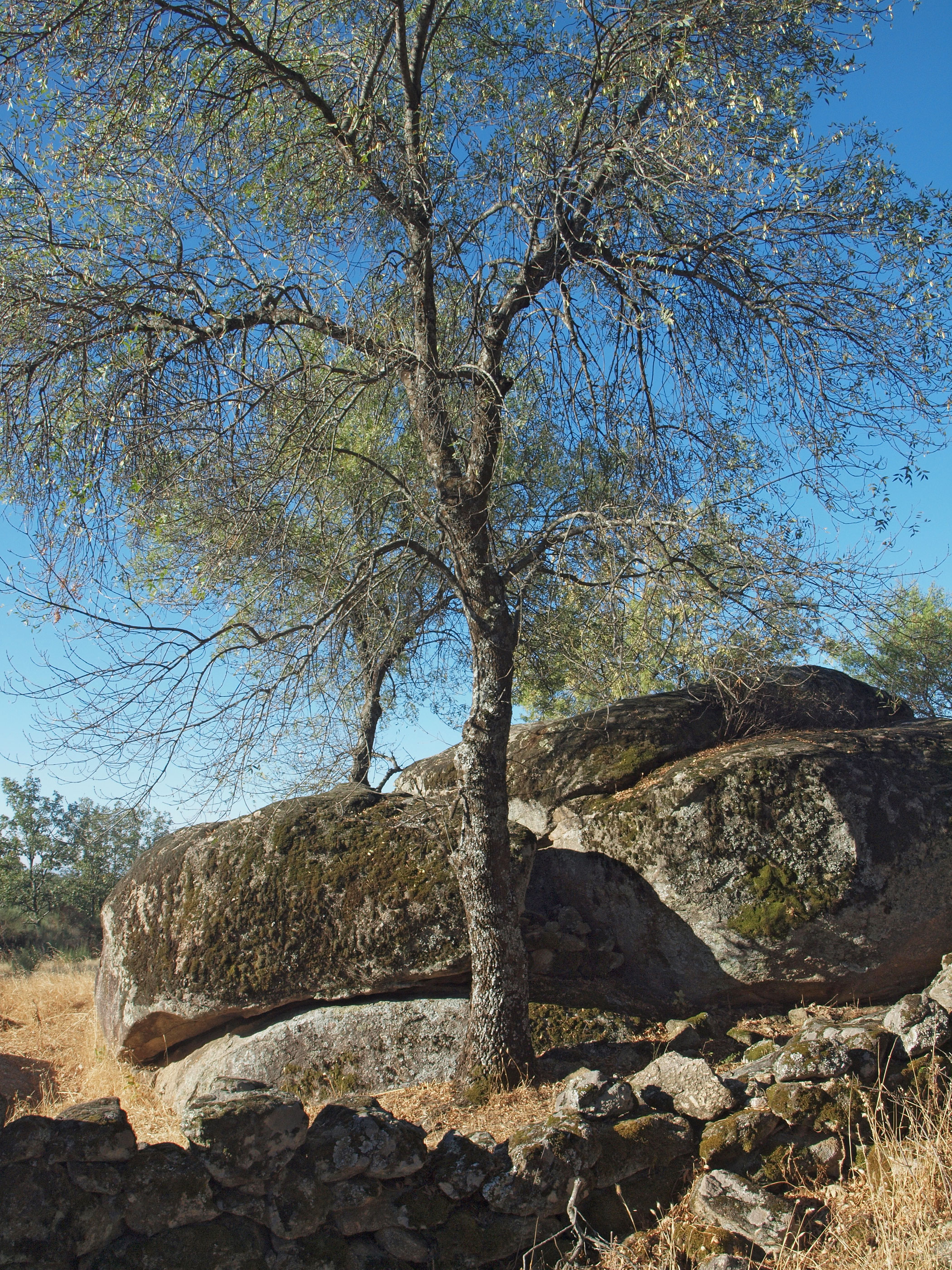
Vista de l'arbre
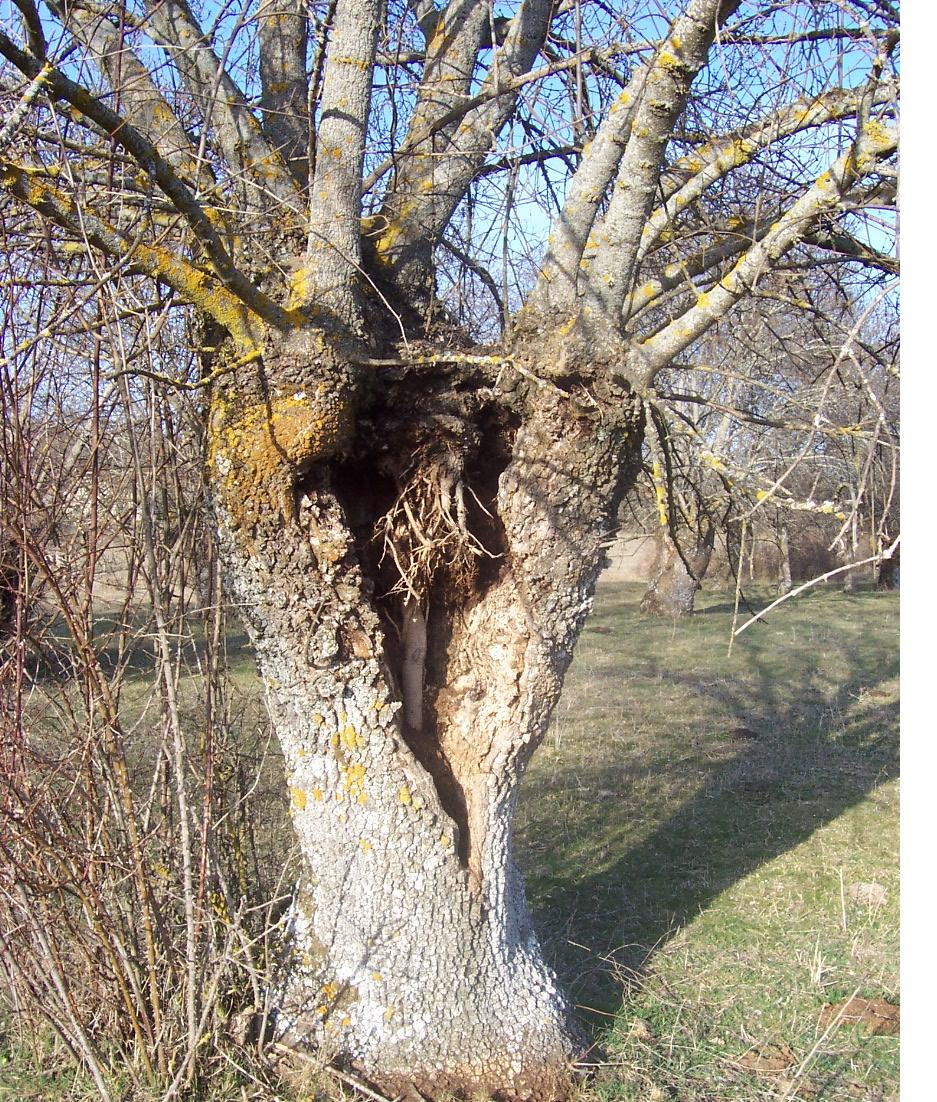
Freixe que fou esmotxat
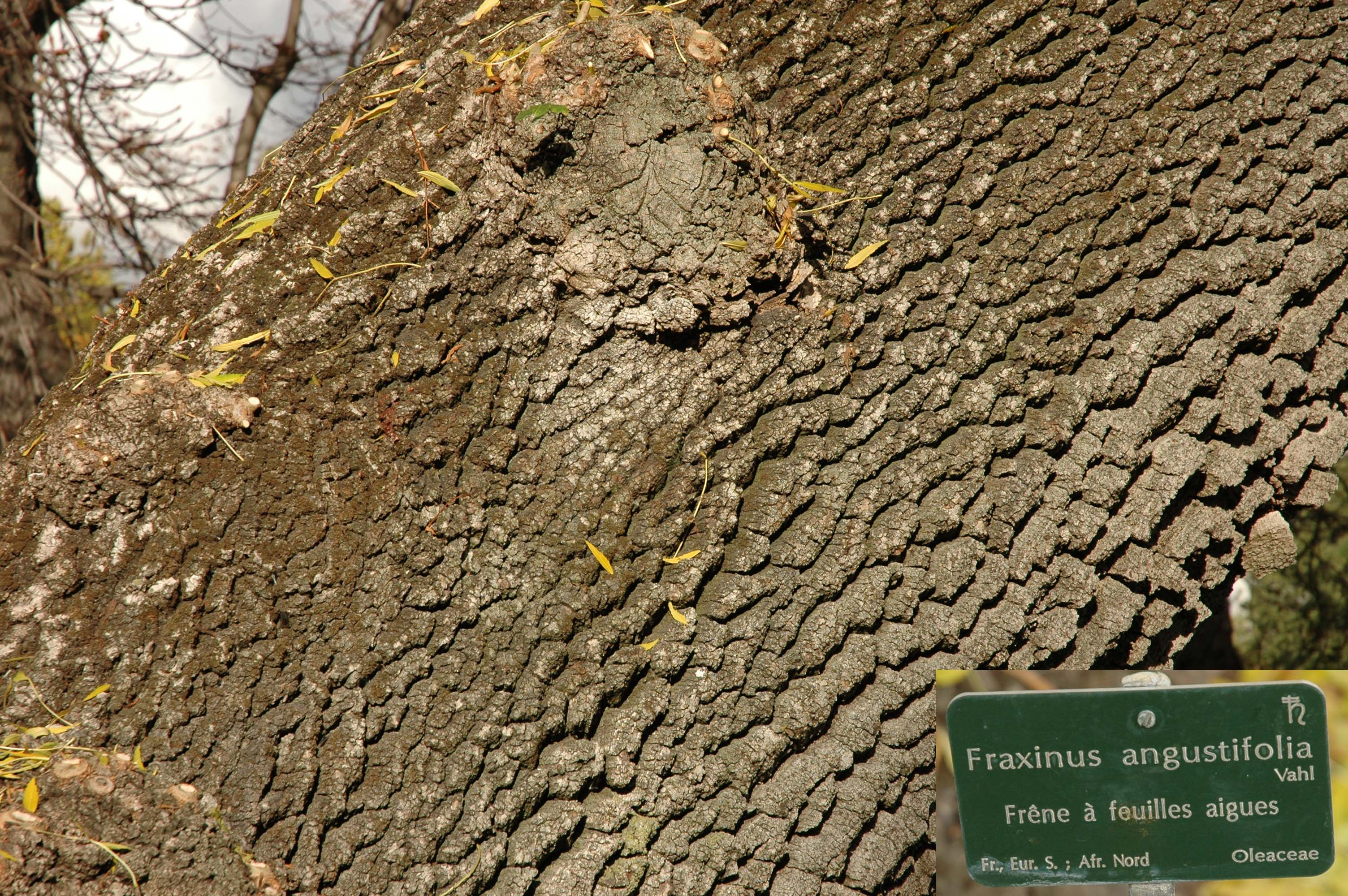
Escorça
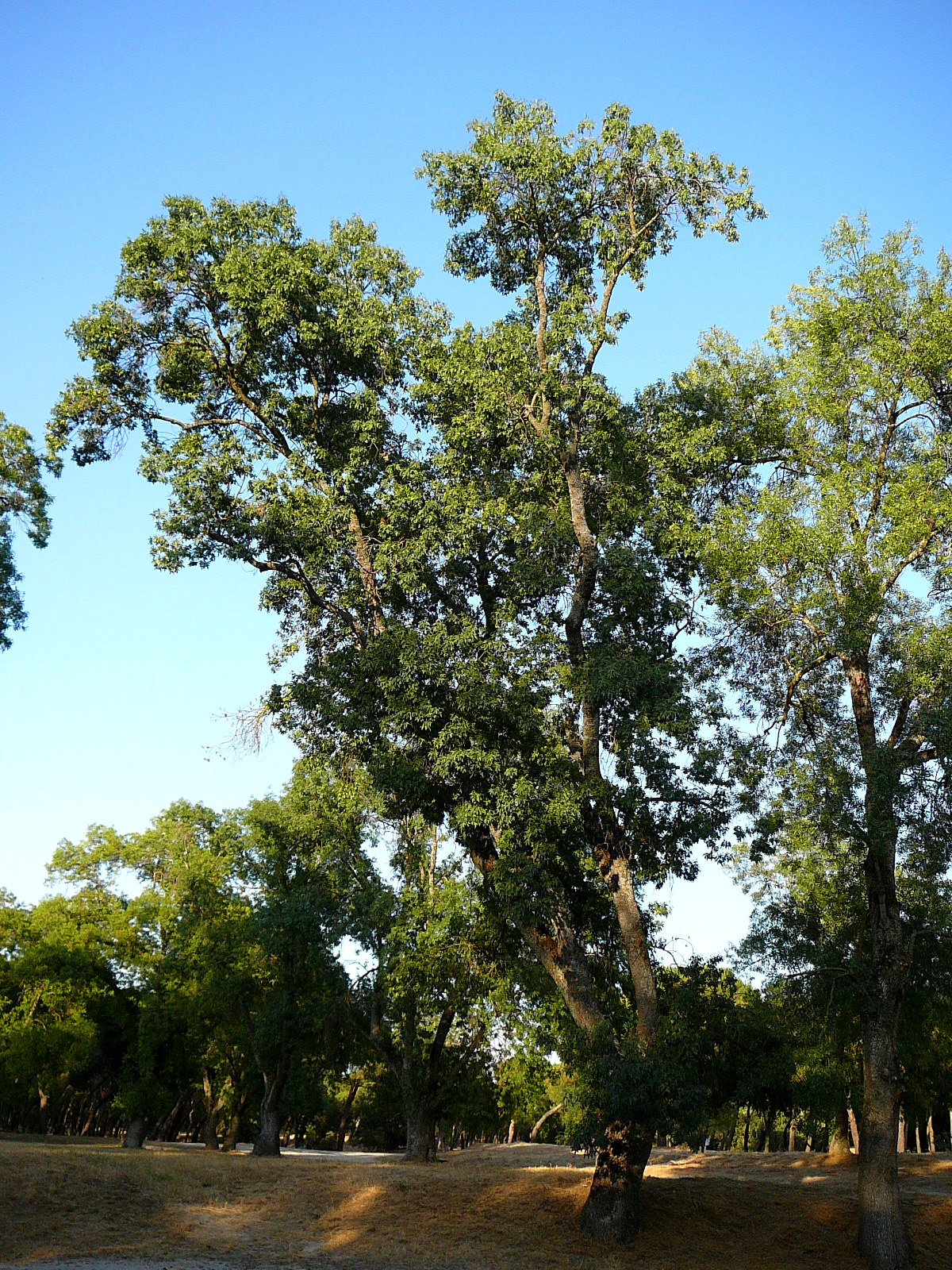
Fraxinus angustifolia subsp. angustifolia a la Casa de Campo de Madrid
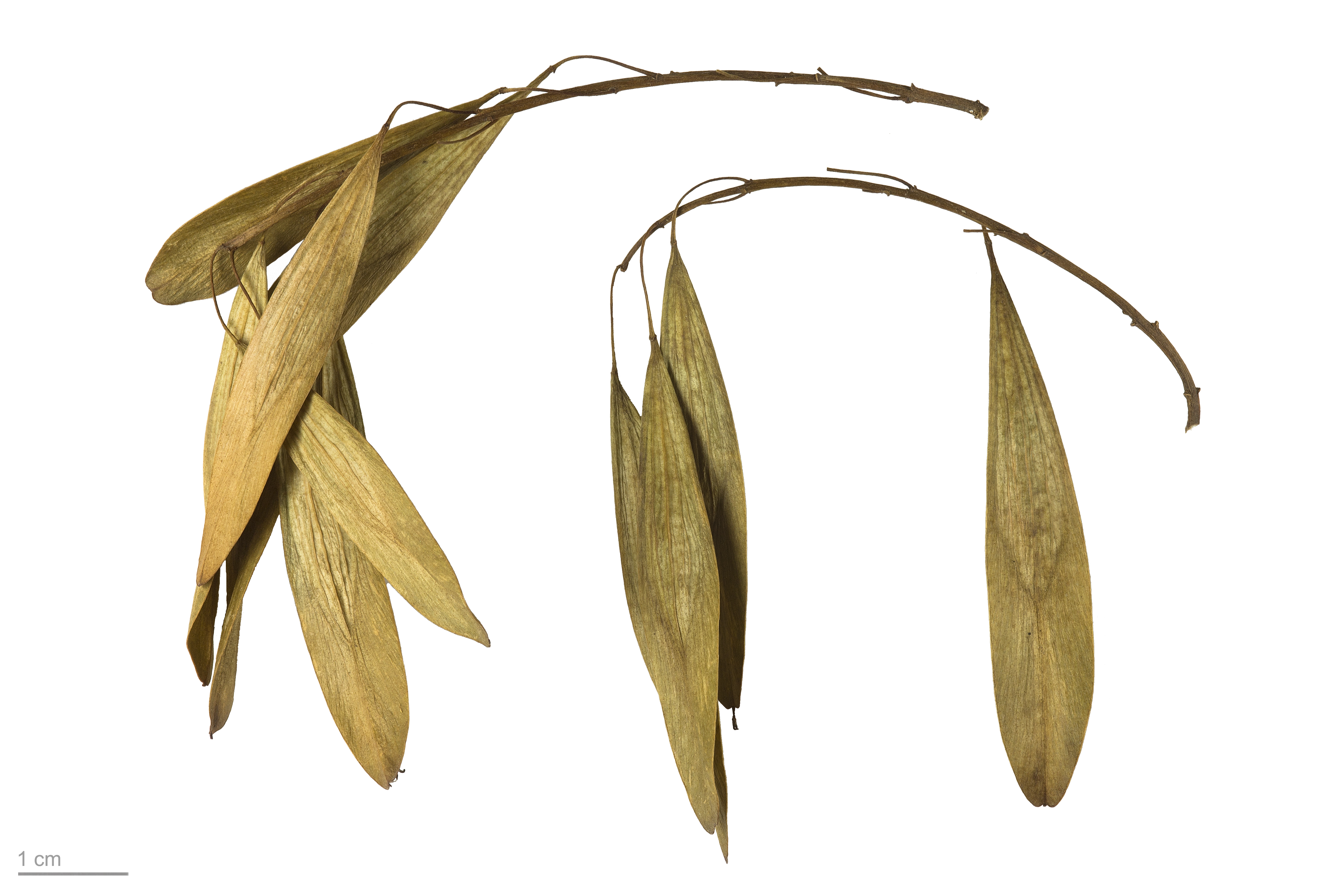
Fraxinus angustifolia